# 今林久弥
今林 久弥（いまばやし ひさや、1972年9月1日 - ）は、日本の俳優、プロレスラーである。劇団「双数姉妹」所属。身長170cm、血液型はO型。

## 経歴
福岡県福岡市東区の雁ノ巣出身。福岡県立福岡高等学校入学後、演劇部に入部。その頃オールナイトニッポンのパーソナリティをしていた鴻上尚史にあこがれ、氏の出身校である早稲田大学へ入学し演劇研究会に入会した。1991年、研究会の先輩達が旗揚げした双数姉妹に入団。1992年「キャリバンズ」が双数姉妹での初舞台であり、現在まで所属。その後大学は中退。俳優として双数姉妹だけではなく正統派の演技力で様々な劇団の客演やドラマやCMなどで活躍している。今までに出演した劇団は、阿佐ヶ谷スパイダース、カムカムミニキーナ、猫のホテルなど枚挙に暇がない。こうした流れの中で堺雅人や八嶋智人らと交遊を深めた。

## 舞台
- 2004年 双数姉妹 ファンシー★ スグルとマナブと奇抜な父と
- 2005年 双数姉妹 ラバトリアル
- 2005年 双数姉妹 君はヲロチ
- 2006年 双数姉妹 TRIAGE
- 2007年 双数姉妹 チューブラルーム
- 2007年 双数姉妹 青熊辻宮浅河鰻
- 2008年 双数姉妹 サナギネ～幼年期の終わりに～』
- 2010年 innerchild「星合」
- 2011年 双数姉妹 サヨナラ
- 2012年 双数姉妹 オルフェゴッコ
- 2024年 熟年団「チェリー・ホープを知ってるかい。」[2]

## テレビ
- マッスル牧場classic（2007年・TVS）
- レッツ・ゴー!永田町（2001年・NTV）
- 連続女優殺人事件（2002年・NTV）
- ダンシングライフ（2003年・TBS）
- CX 世にも奇妙な物語 春の特別編 15周年スペシャル 『雨の訪問者』（演出・木下高男）
- ANB『新桃太郎侍』 6話
- ANB土曜ワイド劇場 『東京駅お忘れ物預り所』（演出・吉田啓一郎）
- ANB土曜ワイド劇場 『警視庁電話指導官 深川真理子の事件簿』（演出・土方政人）
- ANB『警視庁捜査ファイル さくら署の女たち』第6話
- ANB『動物のお医者さん』第4話「飼い主は誰?」
- TBS 愛の劇場 『砂時計』第46話（演出・塚原あゆ子）川西琢郎 役
- BS-i『ケータイ刑事 銭形 海』第5話（演出・保坂大輔）加藤ディレクター 役
- TX ドラマ24 『Xenos』ⅶ（演出・村上牧人）ⅷ（演出・池澤辰也）医師 役
- ANB『警視庁捜査一課9係 Season3』 第2話（演出・吉田啓一郎）
- ANB『臨場』第2話（演出・橋本 一）高村 役
- NHK 土曜時代劇 『オトコマエ!2』第11話
- ファイティングTVサムライ（スカパー!）『速報!バトル☆メン』（2012年4月 - ）インフォメン・ニュースメン担当
- 新宿野戦病院 第10話（2024年9月4日、フジテレビ） - タクシー運転手 役
- 今夜は…純烈（2025年、テレビ東京）

## WEB番組
- ぶらり路上プロレス（2016年12月 ‐、Amazonプライム・ビデオ） - 鶴見亜門役

## CM
- オムロンヘルスケア「疾病啓蒙」
- バンダイ「くるりんパオ!」（2009年7月 - ）
- ダイナム（2009年3月27日 - ）
- KDDI（2010年 - ）

## プロレス
鶴見 亜門（つるみ あもん）は今林の別名義。DDTプロレスリングゼネラルマネージャー（以下GM）としての活動を中心に、プロレスでの活動時に2017年まで用いていた。
2005年5月5日に行われたプロレス興行「マッスル4」において、マッスル総合演出家の肩書で鶴見亜門は初めて登場した。「鶴見五郎の甥で、アメリカで役者活動をしていた際に宮本亜門から演出のノウハウを教わった」ことから、両者から名前をもらった設定になっている。今林はこれ一回きりの登場だと思っていたが、キャラクターの評判が良かったことから、以降のマッスル興行にレギュラーとして参加していた。プロレスラーとしてのデビュー戦は2006年9月29日、マッスル11でのVSAKIRA戦。
マッスルを主宰していたマッスル坂井の引退に伴うマッスルの終了によりDDTとの関わりも終わるものと思われたが、2010年8月末にGM決定ランブルで鶴見亜門を推薦していた坂井が優勝し、以降もDDTのGMとしてマッチメイクや興行の取りまとめに携わることになる。
2013年より20年以上続けてきた喫茶店のバイトを辞め、GMに本格的に専念する。同時期より、今林久弥名義でもDDTの広報として勤務している。
2017年8月20日、リング上の全権を手にしプロデューサーに就任した男色ディーノよりGMをクビにされてしまう。
8月25日、新宿FACE大会アンダーマッチにて「鶴見亜門がGM復帰できるかどうかを決める試合」が組まれ、甲田哲也と対戦するも敗北。しかし選手らからの懇願により、今林久弥の姿に戻って「アシスタントプロデューサー」として前説要員になり、広報と兼任する。
2021年2月28日、昇格人事としてGMに復職した。
2022年8月22日、家庭の事情により同年いっぱいでのDDT退社を発表した。2023年以降も、業務委託の形に変わってGM職は継続する。

### プロレスとのかかわり
今林は小学生の頃からプロレスが好きで、当時まだ自宅にビデオデッキが無かったのでカセットテープに録音して聴いていた。福岡スポーツセンターで行われた第一回IWGPリーグ戦の開幕戦も生で観戦している。卒業文集には将来なりたい職業は「プロレスに関連」と書いた。
中学に入ると興味は特撮番組に向かい、次第にプロレスとは疎遠になっていったが、大学の受験勉強の時に何気なくつけたテレビで深夜に移行されていた全日本プロレス中継が目に留まり、ふたたびプロレスに興味を持ち出す。上京後、時間とお金に余裕ができ、購読していた週刊プロレスの情報でTV放送が無かった団体へも足を運び、次第にプロレス観戦数が増えていく。
女子プロレスフリークで、特に好きだった選手として宮崎有妃、市来貴代子、さくらえみの名前を挙げている。

### 得意技
- 旋回式バックブロー
- ペディグリー
- チョークスラム

### 入場曲
- 「NO CHANCE IN HELL」